# Клуб-81
Клуб-81 — объединение литераторов ленинградского андеграунда, возникшее в Ленинграде в 1981 году в результате соглашения с Пятым отделом ленинградского управления КГБ, руководством местного отделения Союза писателей и городскими властями. Официальное название: «Литературно-творческое объединение „Клуб-81“ при Ленинградском отделении Союза советских писателей».
Объединял около 70 представителей «второй культуры» (В. Кривулин, О. Охапкин, С. Стратановский, Е. Шварц, Б. Дышленко, Б. Кудряков, А. Драгомощенко, М. Берг, С. Коровин, А. Миронов и др.) с добавлением ряда литераторов, предложенных куратором Клуба от Союза писателей Юрием Андреевым.
Включал секции прозы, поэзии, критики, перевода, музыки (С. Курехин, Б. Гребенщиков, А. Кан) и театральную студию Э. Горошевского (располагалась на просп. Чернышевского, 3). Проводил конференции, симпозиумы, а также музыкальные концерты, но, прежде всего, литературные чтения (в том числе с участием большого числа представителей московского андеграунда от Д. А. Пригова, В. Ерофеева, В. Сорокина, Л. Рубинштейна до Т. Кибирова, А. Парщикова, Б. Кенжеева, Ю. Кублановского и др.).
Первое время все события проходили в концертном зале Литературно-мемориального музея Ф. М. Достоевского, с середины 1982 года — и в собственном помещении на ул. Петра Лаврова (ныне Фурштатская ул.), 5. В 1985 году вышел отобранный и отредактированный Юрием Андреевым сборник «Круг» (Л., 1985), первый официально изданный коллективный сборник авторов неофициальной литературы. В конце 1988 на фоне идущей перестройки деятельность Клуба прекратилась.

## Предыстория
В конце 1980 года на квартире поэта В. Кривулина, редактора и издателя самиздатских журналов «37» и «Северная почта», был проведен обыск, формально по делу Н. Лазаревой о выпуске женского журнала «Мария», по существу в рамках активизации ленинградского КГБ после перевода в Ленинград генерала О. Калугина, одной из задач которого было прекращения изданий представителей ленинградской «второй культуры» за границей. Во избежание ареста Кривулин был вынужден согласиться с запретом его самиздатских журналов (через несколько месяцев под угрозой репрессий был вынужден уехать за границу его соредактор по «Северной почте» Сергей Дедюлин). В качестве компенсации за прекращение журнальной деятельности и в обмен на отказ от публикаций за границей Кривулину было предложено возглавить официальное литературное объединение с обещанием официальных публикаций. Кривулин от предложения отказался, но рассказал о разговоре знакомым по андеграунду, в том числе редактору и издателю самиздатского журнала «Часы»Б. Иванову, который решил эту идею реализовать.
В последующие несколько месяцев шли энергичные переговоры (подробности которых знал только узкий круг, близкий к редакции журнала «Часы»). Со стороны КГБ их вел капитан В. П. Соловьёв, который во время первой же встречи во дворце Белосельских-Белозерских направил контактную группу, сформированную Б. Ивановым, на встречу с руководством Союза писателей. В контактную группу входили Ю. Новиков, Э. Шнейдерман и новое лицо для большинства будущих членов Клуба Игорь Адамацкий; плюс А. Драгомощенко.
Вот как Шнейдерман описывает ситуацию, когда пришедшая на переговоры контактная группа, успевшая дойти от дворца Белосельских-Белозерских до Дома писателей на улице Воинова, столкнулась у входа с Драгомощенко:

Когда около двух часов дня мы подошли к Дому писателя, у входа нас поджидал А. Драгомощенко, сообщивший, что по городу идут разговоры, что мы повязали себя с «органами», и это многих от Клуба отпугнет. Вот ведь как: ещё никакой конкретной информации о нашей встрече с Соловьевым ни у кого не было, а слухи уже пошли!

Руководством Союза писателей идея нового литературного объединения была встречена доброжелательно, хотя того же Шнейдермана «удивила та легкость, с какой Союз пошел на контакт с неформалами, своими антагонистами. Ведь до этого любая попытка диалога отвергалась». Уже 30 ноября в Музее Достоевского состоялось учредительное собрание Клуба-81, на котором был представлен черновой вариант Устава. А 30 декабря общее собрание Устав утвердило. Контакты с КГБ не афишировались, сообщалось только о переговорах с Союзом писателей. Влияние КГБ стало достоянием гласности с началом первых репрессий, тем более, что главный мотор всей затеи капитан Соловьев скоро заболел и умер. Его место заняли майор П. Н. Коршунов (настоящая фамилия Кошелев: его потом А. Собчак сделает главой Петроградского района), и Е. Лунин (настоящая фамилия Лукин), окончивший исторический факультет Института им. Герцена и успевший поработать школьным учителем.
Тем временем начались клубные вечера, чтения, организационные мероприятия по выбору руководителей секций и сбор материалов для клубного сборника.

## Чтения, концерты
За несколько лет через чтения в музее Достоевского прошли почти все более или менее известные писатели ленинградского и московского андеграунда. При этом ряд принципиальных нонконформистских литераторов от членства в клуба отказались, несмотря на неоднократные уговоры. Клуб был первой публичной площадкой, где неофициальная литература получила возможность легально обращаться к более широкой публике, чем привычные для неофициальной литературы квартирные чтения.
Ряд выступлений стал событиями в жизни нонконформистской литературы. Наибольший резонанс получили несколько выступлений Д. А. Пригова, В. Ерофеева, В. Сорокина, которые специально для этого организовали группу с эпатажным названием ЕПС. И хотя предварительной цензуры чаще всего не было, эти выступления заставили вмешаться кураторов от КГБ. Их появление перед членами Клуба объяснялось недовольством КГБ ходом событий. В самом Клубе они появлялись не сразу, а поначалу транслировали свои мнения через контактирующих с ними членов Клуба. Одновременно выяснилось, что ряд членов клуба, близких к Юрию Андрееву, в том числе В. Нестеровский, отстаивают вполне патриотические позиции, с которых критикуют то, что кураторами Клуба интерпретировались как антисоветчина.
Затем прошёл поэтический и прозаический вечера в Мраморном зале Дома писателей на улице Воинова, что интерпретировалось как важные этапы легализации «второй культуры». Со стороны членов Союза писателей и стремившихся к вступлению в него членов различных ЛИТО процесс легализации андеграунда воспринимался с враждебностью.
Ю. Колкер (из рассказа о Клубе-81):

…в программке нельзя было употребить слово поэты, и непосвященный не знал, будет он слушать стихи или прозу. Но словосочетание литературное объединение было уже не вынужденной уступкой бытующим нравам, а просто плевком в адрес выступавших: так или иначе известных авторов, пишущих не первое десятилетие, в возрасте около (и даже старше) сорока, приравняли к членам рассеянных по городу любительских кружков, посещаемых юнцами и пенсионерами и доставляющих легкий хлеб их руководителям, членам союза писателей.
Едва сообразив все это, я увидел, как Андреев выводит на сцену своих подопечных… Здесь их ожидали новые унижения. Куратор решил предварять каждое выступление краткой характеристикой автора. Обнаружилось, что благообразный сотрудник Пушкинского дома плохо владеет словом и не понимает стихов, но очень хорошо знает свою роль: все представляемые (лучше знакомые аудитории, чем ему) оказались у него людьми хоть и не бездарными, но все же ещё далекими от подлинного профессионализма.

Факультативными событиями становились музыкальные и зрелищные концерты с участием С. Курехина, В. Чекасина, Б. Гребенщикова, Севы Гаккеля, трио KLM (Александра Кондрашкина, Сергея Летова, Владислава Макарова), американского саксофониста Дж. Окса и квартета ROVA, кларнетиста Ганса Кумпфа, певицы В. Пономаревой. Для российских музыкантов их выступления в публичном пространстве зала музея Достоевского тоже было важной вехой легализации и расширения своей аудитории.

## Репутация клуба

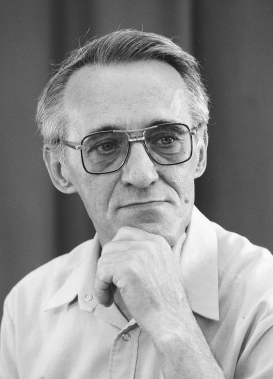
Игорь Адамацкий, первый президент Клуба-81

Если аудитория еженедельных чтений, отчасти состоявшая из приятелей и родственников членов Клуба, интерпретировала деятельность Клуба как активизацию андеграундной культуры, её наступательный тренд, заставивший официальную литературу и власти смириться с процессом наступления «второй культуры», то для посторонних наблюдателей, близких к диссидентским кругам, все было намного сложнее. Такой авторитетный диссидент как Вениамин Иофе, в перестройку возглавивший ленинградское отделение «Мемориала», советовал знакомым не появляться на клубных площадках, контролируемых КГБ, во избежание неприятностей и ущерба для репутации.
Для этих подозрений имелись аргументы. То, что Клуб-81, как и другие появившиеся в это время объединения, легализующие андеграунд, как тот же Рок-клуб или Товарищество экспериментального изобразительного искусства, инициированы КГБ, подозревали. До перестройки никаких доказательств этого не было, но затем они появились. Уже в 1991 генерал О. Калугин в ряде интервью и книге «Вид с Лубянки» утверждал, что процесс легализации андеграундной культуры был инициирован, управлялся и продвигался ленинградским КГБ:

В общем, задача КГБ взять ситуацию под контроль. И поэтому управление способствовало созданию не только рок-клуба. Была организована и выставка независимых художников Ленинграда. Причем обком партии из-за своей негибкости был категорически против. И — представляете — нужно было доказать, что все равно выставка где-нибудь состоится, а так у нас будут свои люди, будет информация. То же самое произошло и с писателями — в 1985-м году Лениздат выпустил «Круг» — сборник молодых авторов. Писатели жаловались, что им не дают высказаться. Вот взяло УКГБ и договорилось с обкомом: «Давайте сделаем сборничек, пусть ребята успокоятся, порадуются».

КГБ продвигал андеграунд в рамках поставленной перед ним задачи (по некоторым сведениям, непосредственно главным идеологом М. Сусловым) прекратить публикации за рубежом и немного обновить литературную советскую элиту, слишком закостеневшую в защите своих привилегий. Публикации на Западе пытались прекратить репрессиями, они не очень помогали, решили предложить обмен процесса легализации на отказ от издания за рубежом. Соответствующий пункт пытались включить в Устав Клуба, но он был вычеркнут из окончательного текста на общем собрании. Понятно, что на Западе публиковались лишь несколько наиболее видных (отчасти видных именно поэтому) членов Клуба, но отказаться от этой опции Клуб не был готов.
Однако тот факт, что Клуб-81 изначально контролировался КГБ, причем, не только извне, но и изнутри, получило доказательство после публикации в 2020 году рецензии на выпущенный ещё в 1986 году КГБ СССР сборник статей «Труды Высшей школы», предназначенный для служебного пользования. Один из пронумерованных экземпляров отправили КГБ Литовской ССР. И публикация этого тома стала своего рода сенсацией. В статье «Некоторые вопросы профилактики негативных процессов, осуществляемой советской контрразведкой в сфере борьбы с идеологической диверсией противника» рассказывается об успешных способах профилактики на примере ленинградского андеграунда.
Склейка 203 и 204 страниц издания КГБ «Труды Высшей школы» 1986 года:

Такой метод профилактики негативных процессов, как перевод неофициально возникающих группирований на официальную основу, направление негативного процесса в политически выгодное русло заслуживает особого внимания.
Так, при Ленинградском отделении Союза писателей РСФСР по инициативе 5-й Службы УКГБ по Ленинградской области
образован «Клуб-81», объединивший более 70 так называемых «непризнанных литераторов». При Ленинградском Доме самодеятельного творчества образован «рок-клуб», в котором зарегистрировано около 40 неофициальных музыкальных ансамблей города. На основные позиции в руководстве клубами продвинуты агенты, пользующиеся авторитетом в так называемой «околотворческой» среде. При этом учитывается, что профилактику антиобщественной деятельности участников подобных самодеятельных формирований нельзя считать законченной, пока не будут устранены (локализованы, нейтрализованы) факторы их возникновения и развития. Перевод на официальную основу должен быть осуществлен не только по форме, но и по содержанию. Это означает, что необходимо добиваться полного отказа участников негативных процессов от своей антиобщественной деятельности, направления их сознания и творческой энергии на решение задач коммунистического строительства….

Среди предположений, кто именно в руководстве Клуба 81 был агентом КГБ, чаще всего называется Игорь Адамацкий. Для большей части аудитории ленинградского андеграунда он впервые появился на первом собрании Клуба 81, где и был избран Председателем правления, на чем настаивал Б. Иванов, игравший роль серого кардинала и только спустя несколько лет в 1984 сменивший Адамацкого на посту главы Клуба. Впоследствии стало известно, что Адамацкий участвовал уже в первых встречах контактной группы с КГБ и руководством Союза писателей. Можно не сомневаться, что Борис Иванов и его близкое окружение из редакции «Часов» знали о роли Адамацкого, но это, скорее всего, было частью соглашения. Тем более, что в редакции этого самиздатского журнала были и другие люди, которых подозревали в сотрудничестве с КГБ, в частности, Юрий Новиков.
Однако управление (или попытки управления) объединением андеграундных литераторов не означало, что члены Клуба защищены от репрессий.

## Арест В. Долинина
Арест В. Долинина был не первый в среде нонконформистской культуры с момента организации Клуба-81 или подготовки к его созданию. В 1980 была арестована Н. Лазарева, редактор феминистического журнала «Мария», и К. Азадовский по сфабрикованному обвинению из-за подброшенных наркотиков. В 1981 был арестован историк, редактор исторического сборника «Память» и будущий создатель «Мемориала» А. Рогинский. В конце того же года арестован распорядитель русского фонда помощи политическим заключенным В. Репин. В 1982 повторно арестована Н. Лазарева, уже отбывшая 10-месячное наказание. В 1983 были арестованы литературовед М. Мейлах, распространитель самиздата Г. Донской. Все они в разной степени были близки к андеграундной литературе, имели приятельские связи с некоторыми членами Клуба.
Но арестованный в середине 1982 года В. Долинин был членом Клуба, его казначеем (собирал членские взносы) и редактировал вместе с С. Коровиным собственный информационный бюллетень Клуба «Регулярные ведомости», и его арест был напоминанием от КГБ, что никто не защищен от репрессий. Плюс этот арест был знаком недовольства руководства КГБ ходом событий: их схема по обмену отказа от публикаций на Западе на процесс легализации андеграунда и официальных публикаций хорошо выглядела на бумаге. В реальности оказалось, что большая часть представителей «второй культуры», даже те, что устали от полуподпольного существования, благосклонно относится к расширению своих возможностей за счет официальной культуры, но отказаться от своей независимости не желает.
Долинин, арестованный вместе с Р. Евдокимовым, был обвинен в издании информационного бюллетеня СМОТа, и Клуб-81 пусть не единодушно, но встал на его защиту: хотя письмо в защиту Долинина подписали только 22 человека, но предложение Юрия Андреева исключить Долинина из Клуба не прошло.

## Подготовка сборника «Круг»
Главная часть обещаний кураторов Клуба об издании произведений его членов постоянно откладывалась. Некоторые члены Клуба или близкие к нему публиковались в официальной печати, так накануне создания Клуба в конце 1980 года в издательстве Советский писатель вышла книга верлибров Г. Алексеева «Высокие деревья», ещё раньше в Лениздате появилась книга стихов В. Ширали «Сад». Ширали был близок к куратору Клуба Юрию Андрееву и очень часто разделял и транслировал его позицию. Произведения других членов Клуба были собраны в четыре тома (каждый около 500 машинописных страниц) и переданы Юрию Андрееву, который в результате своей редактуры и беседы с каждым автором сформировал сборник «Круг», вышедший в конце 1985 года с произведениями 34 поэтов и прозаиков, согласившихся с редактурой Андреева или подобравших для публикации более проходные произведения. Выход сильно отцензурированного сборника, хотя и являющегося первой публикацией андеграундной литературы, не стал большим событием, тем более что уже начиналась горбачевская перестройка, поглотившая внимание от этого события под впечатлением других и куда более масштабных.

## Итоги
Отношение к Клубу-81 спустя десятилетия остается двойственным. Если одни бывшие члены Клуба и в первую очередь его руководство из редакции журнала «Часы» отстаивали мнение, закрепленное, в том числе, в книге Б. Иванова об истории клуба, что андеграунд переиграл КГБ на его же поле и смог воспользоваться возможностями, предоставленными Клубу из-за его активной наступательной позиции, ничего не дав взамен и не поступившись своими принципами. То неангажированные критики отмечали компрометирующую тень от сотрудничества с КГБ и просто агентов КГБ в руководстве Клуба, о чём сам Б. Иванов не мог не знать, но продолжал до конца отстаивать комплиментарную версию Клуба, как независимого объединения ленинградского андеграунда, победившего КГБ накануне перестройки.
При этом открытые и почти бесцензурные чтения, в том числе наиболее видных представителей ленинградского и московского андеграунда, которые получат общероссийскую, а подчас и мировую известность уже в первые годы перестройки, повлияли на атмосферу во «второй культуре» и посетителей клубных чтений. Хотя уже во время функционирования Клуба стало отчетливым несовпадение эстетических, культурных, а через них и политических позиций ряда членов Клуба, в том числе тех, кто тяготел к более вестернизированным культурным практикам, как московский концептуализм или такие поэты как В. Кривулин, Е. Шварц, А. Миронов, С. Стратановский, и более почвеннически ориентированных, что было характерно для большей части редакции «Часов», а впоследствии проявилось не только в эстетическом, но в идеологическом и политическом размежевании. И для очевидцев именно Клуб-81 с его противоречивой историей стал предвестием скорого будущего и его главных процессов поляризации и размежевания для всей страны.